# Herb powiatu krasnostawskiego
Herb powiatu krasnostawskiego – jeden z symboli powiatu krasnostawskiego, autorstwa Pawła Dudzińskiego, ustanowiony 7 marca 2000.

## Wygląd i symbolika
Herb przedstawia na tarczy w polu czerwonym srebrną lilię ponad złotym karpiem. Jest to nawiązanie do herbu Andegawenów oraz herbu Krasnegostawu.